# Muscadelle
Muscadelle är en grön sort av vindruva av arten Vitis vinifera. Den har aromer liknade Muscatfamiljens druvor, men är obesläktad.
Muscadelle kan ingå i vita Bordeauxviner, såväl torra som söta (exempelvis Sauternesviner) men utgör sällan mer än 10 procent. I andra franska appelltioner för söta viner, exempelvis Monbazillac, förekommer det att andelen Muscadelle är högre.
Muscadelle används också i en del söta starkviner från Australien. Druvsorten går där under namnet "Tokay" och Liqueur Tokay är en vanlig beteckning på dessa starkviner. Vissa av dessa viner, bland annat de från Rutherglen, framställs på madeiraliknande sätt, med tydliga oxidationstoner.